# Горишни Плавни
Горишни Плавни е град с областно значение в Полтавска област, Украйна. Намира се в часова зона UTC+2. Пощенският му код е 39800.
Населението му е 51 832 жители (2001). Разположен е в югозападната част на Полтавска област, на левия бряг на Камянското водохранилище, образувано на река Днепър от язовирната стена на Средноднепровската ВЕЦ, 11 км надолу по течението след гр. Кременчук.
Основан е чрез обединяване на 4 хутора през 1960 г. като работническо селище при Полтавския (тогава Днепровски) минно-обогатителен комбинат. Казва се Комсомолск на Днепър (Комсомольск-на-Днепре) и има статут на селище от градски тип до 24 април 1972 г., когато е обявен за град на районно подчинение. Става град на областно подчинение на 6 април 1977 г.
- Събор „Св. Николай“